# Тодор Бурмов
Тодор Бурмов (буг. Тодор Стоянов Бурмов; Габровска област, 14. јануар 1834 — Софија, 7. новембар 1906) био је бугарски политичар. Бурмов је био водећи политичар бугарске конзервативне странке и први премијер независне Бугарске.

## Биографија
Рођен је 14. јануара 1834. у Габровској области, у Османском царству. Био је дипломац Кијевске богословске академије, а потом је радио као наставник у Габрову и као уредник новина. Током периода османске Бугарске, Бурмов је, заједно са Гаврилом Крастевичем, привукао пажњу као део умерене фракције која је тражила независну бугарску православну цркву која ће остати повезана са цариградском патријаршијом у опозицији против тврђих националиста који су заговарали потпуни раскол.
Бурмов је био близак сарадник Александра I Батенберга и зато је 17. јула 1879. изабран за премијера нове независне земље упркос релативно слабом положају конзервативаца. Режим Бурмова углавном је био умешан у покушаје да стабилизује нову земљу, укључујући стављање Варне и других подручја муслиманске побуне под војно стање. Влада се у великој мери показала неуспешном због недостатка подршке конзервативцима у скупштини и исте године је пала.
Бурмов је остао водећа политичка фигура и након премијере, служећи као министар финансија у влади Леонида Собољева и другом режиму надбискупа Васила Друмева. Касније је напустио конзервативце и постао члан прогресивне либералне странке Драгана Цанкова.